# Barbara Cartland

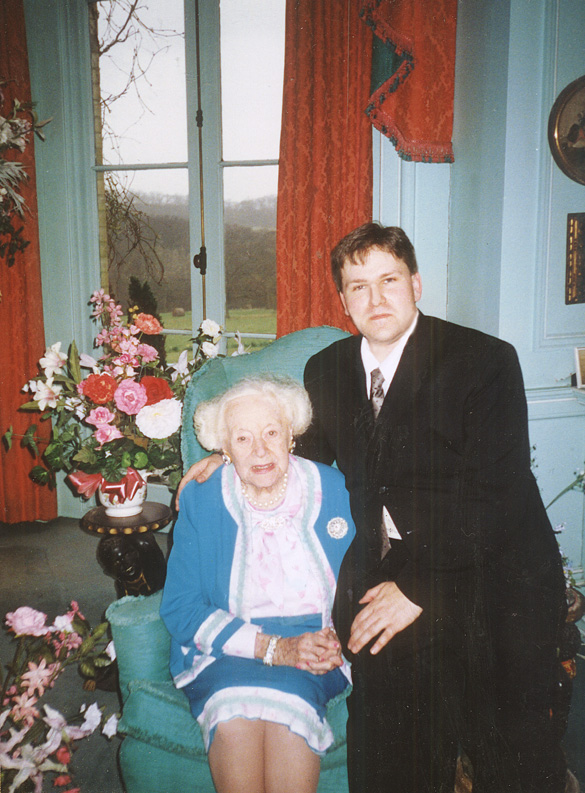
Barbara Cartland met journalist Randy Bryan Bigham in het jaar van haar overlijden

Dame Mary Barbara Hamilton Cartland (Edgbaston, Birmingham, 9 juli 1901 – Hatfield, Hertfordshire, 21 mei 2000) was een succesvol romanschrijfster, gespecialiseerd in historische liefdesthema's.

## Biografie
Barbara Cartland was de enige dochter en oudste kind van een Brits legerofficier, majoor Bertram (Bertie) Cartland en zijn vrouw Mary (Polly) Hamilton-Scobell. Hoewel ze in een middenstandsgezin geboren werd, werd de zekerheid van de familie zwaar op de proef gesteld toen grootvader James Cartland, na een faillissement zelfmoord pleegde.
Tijdens de Eerste Wereldoorlog, in mei 1918 in Vlaanderen, sneuvelde haar vader. Haar moeder begon in Londen een kledingzaak om Barbara en haar beide broertjes Ronald (1907) en Anthony (1913) groot te kunnen brengen. De broers sneuvelden tijdens de Tweede Wereldoorlog bij Duinkerke, een dag na elkaar, op 29 en 30 mei 1940.
Haar eerste roman, Jigsaw, werd in 1923 uitgegeven. Van 1927 tot 1933 was Barbara Cartland met Alexander George McCorquodale getrouwd, een voormalige legerofficier. Hij was de erfgenaam van een groot vermogen dat in de drukkerswereld was verdiend. McCorquodale overleed in 1964. Hun dochter Raine (1929-2016), gravin Spencer, werd in 1947 "Debutante van het Jaar" en in 1976 de stiefmoeder van Diana, prinses van Wales; Raine was tevens de moeder van Europarlementariër William Legge (1949). Cartland verklaarde later dat Raine niet de dochter van haar man was, maar van een minnaar.
Na haar scheiding waarbij de echtelieden elkaar wederzijds beschuldigden van ontrouw, trouwde Cartland in 1936 een neef van haar later overleden man, Hugh McCorquodale (1898-1963). Met haar tweede echtgenoot, die eveneens een voormalig legerofficier was, kreeg Barbara Cartland twee zonen, Ian (11 oktober 1937) en Glen (31 december 1939).
De omslagen voor haar boeken schilderde zij zelf. Haar uitgevers schatten dat ze in totaal 724 boeken schreef. In 2004 werden in haar nalatenschap nog 160 ongepubliceerde romans ontdekt. Wereldwijd zijn er meer dan een miljard boeken van haar verkocht.

## Onderscheidingen
- Orde van het Britse Rijk
- Orde van Sint-Jan